# Pàssitxne
Pàssitxne (en (ucraïnès): Пасічне, en rus: Пасечное, Pàssetxnoie) és un poble de la República Autònoma de Crimea a Ucraïna, que el 2014 tenia 50 habitants. Pertany al districte de Bilogorsk.